# Hiroaki Mizutani
Hiroaki Mizutani (Japans 水谷浩章, Mizutani Hiroaki, Saitama, prefectuur Saitama, 1963) is een Japanse jazzmuzikant die contrabas en E-Bass speelt.
Hiroaki Mizutani werkte vanaf de jaren 90 in de Japanse jazzscene. In 1992 maakte hij zijn eerste opnames met fluitiste Tamami Koyake (Lady's Blues). In de jaren erna speelde hij met o.m. Shoji Aketagawa, het trio van Kōichi Matsukaze (A Day in Aketa, 1994), in de groep LowBlow (album Mister Cafe, 1997, met Masakuni Takeno, Kenichi Matsumoto, Taisei Aoki, Ryoichi Saito en Akira Sotoyama) alsook in de band Tipographica (met Osamu Matsumoto, Naruyoshi Kikuchi, Tsuneo Imahori, Akira Minakami, Akira Sotoyama), een groep die zich beweegt tussen progressieve rock en free jazz. In het begin van de 21ste eeuw maakte hij opnames met Hiroshi Minami, het trio Phonolite (met Sadanori Nakamure, Akira Sotoyama), Otomo Yoshihide's New Jazz Ensemble en diens New Jazz Quintet.